# Ängsvide
Ängsvide (Salix starkeana) är en videväxtart som beskrevs av Carl Ludwig von Willdenow. Enligt både Catalogue of Life och Dyntaxa ingår Ängsvide i släktet viden och familjen videväxter. Arten förekommer bl a i Tyskland, Nederländerna, Danmark, i Sverige finns den i hela landet.
Ängsvidets buskar blir upp till två meter höga. Bladen är något mer rundade än svartvidets äggrunda, vilka som unga ofta är rödaktiga. De svartnar inte heller som svartvidets vid torkning.
Inga underarter finns listade i Catalogue of Life, medan Artdatabanken listar ett antal hybridvarianter.